# Свята і страшна пахощ
«Свята́ і страшна́ па́хощ» (ест. Püha ja õudne lõhn) — виданий у 2013 році фантастичний роман Роберта Курвіца, сценариста відзначеної нагородами відеогри «Disco Elysium». Книжка була названа естонськими критиками однією з найзначніших літературних подій останнього десятиліття і порятунком естонської прози після «пропащих нульових».
Дія роману розгортається у вигаданому світі, спільному з грою «Disco Elysium». Твір оповідає про трьох чоловіків, котрі і через двадцять років після таємничого зникнення чотирьох однокласниць продовжують розшукувати їх.
У 2020 році мали вийти англійський та російський переклади книги.

## Відгуки критиків
Літературознавиця Йоганна Росс зазначає, що хоч твір рідко переходив межу між фантастичною і нефантастичною літературами, вона відчула живий відгомін обох жанрів.
Фантаст Як Томберг класифікує твір як належний до «фантастичного реалізму» та «світобудівничої літератури»: «З літературно-теоретичної точки зору роману „Свята і страшна пахощ“ вдається динамічно використовувати дві жанрові тенденції, досі далекі одна від одної у загальноприйнятій системі жанрів: реалістичність і фантастичність. А надто йому вдається зобразити споконвічну внутрішню спільність цих тенденцій, і таким чином він є „нашим особистим невеличким доказом“ того, що світова література початку ХХІ століття в традиційному розумінні це втілення різних проявів нового продуктивного реалізму».
Використання специфічних назв у нових географічних та культурних контекстах заплутало деяких критиків щодо місця дії твору (зокрема деякі назви нагадували шведські). Багато критиків (наприклад, Рейн Рауд, Петер Гельме і Маніаккіде Тянав) критикували відсутність у роману задовільного кінця, визнаючи при тому інші його чесноти. Однак письменниця-фантаст Трійну Мерес відповіла на це, що наприкінці книги всі фрагменти рішення загадки дані читачеві, і все, що залишається, — це самому скласти їх..
Рецензенти оцінили мовну сучасність та новаторство роману Курвіца, а також високий рівень реалізму в описах.